# Wieża ciśnień w Kożuchowie
Wieża ciśnień w Kożuchowie – wieża ciśnień z 1908 roku zbudowana w najwyższym punkcie Kożuchowa przy ul. Szprotawskiej.

## Opis
Wieża w Kożuchowie ma 38,90 m wysokości. Została zbudowana z cegły klinkierowej na planie koła. Trzon zwęża się ku górze i podtrzymuje górną mającą kształt walca część w której ukryto zbiornik typu Intze. Dach w kształcie stożka jest pokryty dachówką ceramiczną. "W tympanonie umieszczono płaskorzeźbę z herbem miasta i wstęgą, na której widnieje data 1908. Dekorację tę cechuje jeszcze płynność secesyjnej formy - roślinne elementy w tle. Utrzymała się też oryginalna stolarka drzwiowa i okienna ze wszech miar zasługująca na uwagę".

## Historia
W 1976 roku wieża została wpisana do rejestru zabytków. We wrześniu 2013 roku odpadł fragment obudowy zbiornika mający powierzchnię ok. dziesięciu metrów kwadratowych. W 2014 roku dzięki środkom z gminy oraz pieniądzom unijnym z Wojewódzkiego Funduszu Ochrony Środowiska i Gospodarki Wodnej został wykonany remont wieży. W 2016 roku po raz pierwszy od 100 lat mieszkańcy miasta mieli możliwość jej zwiedzenia. W kwietniu 2016 roku w ogólnopolskim konkursie Zabytek Zadbany 2016 organizowanym przez Narodowy Instytut Dziedzictwa w kategorii specjalnej – Architektura przemysłowa i dziedzictwo techniki, wieża w Kożuchowie otrzymała wyróżnienie.
Podczas remontu w Stacji Uzdatniania Wody przy ul. Elektrycznej zostały wyłączone stare pompy, a nowa instalacja nie wymaga współpracy z wieżą ciśnień. Dlatego od 2016 roku wieża nie pełni już swojej roli, a jest wykorzystywana jako zbiornik przeciwpożarowy.